# Вьян-ле-Валь
Вьян-ле-Валь (фр. Vyans-le-Val) — коммуна во Франции, находится в регионе Франш-Конте. Департамент — Верхняя Сона. Входит в состав кантона Эрикур-Уэст. Округ коммуны — Люр.
Код INSEE коммуны — 70579.

## География
Коммуна расположена приблизительно в 360 км к юго-востоку от Парижа, в 70 км северо-восточнее Безансона, в 50 км к востоку от Везуля.

## Население
Население коммуны на 2010 год составляло 414 человек.
| 1962 | 1968 | 1975 | 1982 | 1990 | 1999 | 2010 |
| ---- | ---- | ---- | ---- | ---- | ---- | ---- |
| 164  | 239  | 311  | 384  | 400  | 420  | 414  |

## Администрация
| Период | Период | Фамилия            | Партия | Примечания |
| ------ | ------ | ------------------ | ------ | ---------- |
| 2001   | 2008   | Анри Лаб           |        |            |
| 2008   | 2014   | Жан-Франсуа Нарден |        |            |

## Экономика

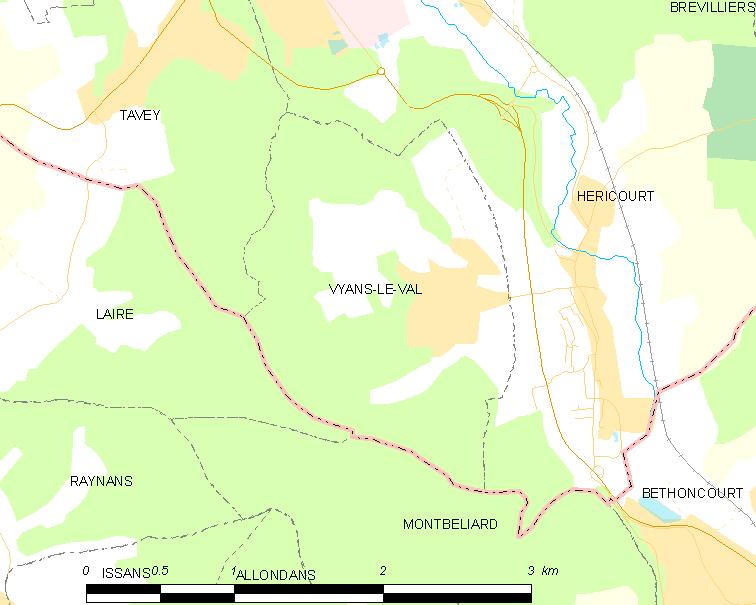
Карта коммуны

В 2010 году среди 272 человек трудоспособного возраста (15—64 лет) 190 были экономически активными, 82 — неактивными (показатель активности — 69,9 %, в 1999 году было 67,8 %). Из 190 активных жителей работали 174 человека (86 мужчин и 88 женщин), безработных было 16 (7 мужчин и 9 женщин). Среди 82 неактивных 26 человек были учениками или студентами, 39 — пенсионерами, 17 были неактивными по другим причинам.